# Louis Rose (1807)
Pour les articles homonymes, voir Rose.
Ne doit pas être confondu avec Louis Rose.
Louis Rose (24 mars 1807 - 14 février 1888) est une personnalité importante de la ville de San Diego en Californie. Arrivé dans la région en 1850, juste après l'intégration de l'État dans les États-Unis, il s'enrichit grâce à une activité de tannage et investit ses bénéfices dans le développement d'une zone déserte qu'il nomme Roseville (en) sur la péninsule de Point Loma. Son nouvel établissement sera un temps en concurrence avec San Diego, située de l'autre côté de la baie, et est aujourd'hui un quartier de la ville. Rose Creek (en) et Rose Canyon portent également son nom. Il est aussi un contributeur important au développement de la communauté juive de San Diego.
Bien que juif allemand, Louis Rose portait un prénom et un nom francophone, ce qui peut s'expliquer par le fait qu'il était né dans le Premier Empire de Napoléon et que les décrets napoléoniens imposaient la francisation des noms.

## Biographie
Il arrive dans la région de San Diego en 1850 après avoir voyagé par La Nouvelle-Orléans en Louisiane et le Texas. Il s'est rendu jusqu'en Californie en train à bord du wagon du juge James W. Robinson (en). Arrivé juste au moment où la Californie devenait un État en 1850, il devient membre du premier grand jury et du premier conseil de surveillance du comté. Il est président du conseil d'administration de San Diego de 1853 à 1855 et siège au conseil scolaire de la ville. Il se porte également volontaire lors du soulèvement des Indiens Garra.
En 1853, il achète un terrain de 650 acres dans l'actuelle Rose Canyon et y installe un ranch avec une tannerie. Il s'essaie également à la prospection d'or et de cuivre mais sans succès. Il se rend compte que le transport est capital pour le développement de San Diego et, avec son associé le juge James W. Robinson, il fonde une ligne ferroviaire nommée la San Diego and Gila Railroad en 1855 et en devient le trésorier mais le chemin de fer n'est cependant jamais construit.
En 1866, grâce à l'argent gagné par son activité de tannerie, il achète un terrain et fonde une ville qu'il nomme « Roseville » à côté de la baie de San Diego sur la péninsule de Point Loma. Il établit le tracé des rues et fait construire un quai. Pendant un certain temps, son nouvel établissement est une ville distincte en concurrence avec la nouvelle ville de San Diego (aujourd'hui le centre-ville de San Diego) de l'autre côté de la baie et il espère relier Roseville à un chemin de fer. Alors que beaucoup de personnes sont sceptiques quant aux perspectives de développement de Roseville ou de San Diego, il dit toujours : « Attendez un peu et vous verrez ». Roseville (en) sera finalement absorbée par la ville de San Diego. Une plaque au coin de Rosecrans Street et Avenida de Portugal (qui était l'intersection des First et Main Street lorsque Roseville était une ville indépendante) reconnaît la création de Roseville en 1869
Rose est maître de poste à Old Town de 1873 à 1883, ce qui est un honneur étant donné qu'il avait été nommé par des présidents républicains alors qu'il était un démocrate de longue date.
Rose joue un rôle central dans l'établissement et le développement de la communauté juive de San Diego. C'est dans sa maison que les services du jour saint ont lieu et que la Société de bienfaisance hébraïque est formée, et il fait don d'un terrain pour établir le premier cimetière juif. Bien que laïc, il officie pour la communauté lors d'un mariage juif. Il est membre fondateur de la congrégation Beth Israel de San Diego (en) qui deviendra le Temple Beth Israel, la plus grande synagogue de San Diego.

## Vie privée
Rose se marie deux fois. Une première fois avec Carolyn Marx à la Nouvelle-Orléans, qui se conclut par un divorce, puis plus tard à San Diego avec une veuve juive locale, Matilda Newman, avec qui il a deux enfants. L'un meurt en bas âge, quant au deuxième, une fille nommée Henrietta Rose, elle deviendra institutrice à San Diego. Elle ne s'est jamais mariée et est enterrée dans une tombe anonyme jusqu'à ce que la Société Louis Rose pour la préservation de l'histoire juive achète une pierre tombale, en partenariat avec le district scolaire, le syndicat des enseignants et l'Eastern Star Masonic Organization dont elle était présidente d'une loge.
Louis Rose est enterré dans le cimetière juif qu'il a aidé à fonder. Durant la croissance urbaine de San Diego, l'ancien cimetière juif est vendu et les corps inhumés sont déplacés vers un cimetière juif plus récent appelé la Maison de la paix. Durant le processus, sa pierre tombale originale est perdue. Plus tard, une autre est installée par des personnes qui ne le connaissaient que de réputation historique et souhaitaient honorer sa mémoire. Le lieu exact de son inhumation est incertain.

## Postérité
- En 1934, une plaque commémorative en sa mémoire est placée sur l'US Highway 101. Bien que l'autoroute ait maintenant disparu, la plaque reste à son emplacement d'origine, qui se trouve maintenant sur le campus de l'Université de Californie à San Diego (en face du bâtiment de physique et de mathématiques appliquées). La plaque a été placée par la San Diego Historical Society, les congrégations Beth Israel et Tifereth Israel, et la San Diego Lodge 35 of the Free and Accepted Masons, que Rose a aidé à fonder[7].
- En 2004, Louis Rose Point est dédié à sa mémoire. Il est situé au pied de Womble Street, sur le terrain de l'ancien centre d'entraînement naval (aujourd'hui Liberty Station (en))[3]. En 2011, une plaque en sa mémoire est installée à Louis Rose Point et deux rosiers sont plantés[8].
- La « Société Louis Rose pour la préservation de l'histoire juive » porte son nom.
- Une école primaire de Point Loma, Cabrillo Elementary, a établi un jumelage avec une école primaire de Neuhaus-an-der-Oste en Allemand, la ville natale de Rose[9].